# Puchar Islandii w piłce siatkowej mężczyzn (2020/2021)
Puchar Islandii w piłce siatkowej mężczyzn 2020/2021 (oficjalnie Kjörísbikar karla 2020/2021) – 47. sezon rozgrywek o siatkarski Puchar Islandii zorganizowany przez Islandzki Związek Piłki Siatkowej (Blaksamband Íslands, BLÍ). Zainaugurowany został 19 lutego 2021 roku. W walce o Puchar Islandii uczestniczyły kluby z Mizunodeild.
Rozgrywki składały się z I rundy, ćwierćfinałów i turnieju finałowego, w ramach którego rozegrane zostały półfinały i finał. We wszystkich rundach rywalizacja toczyła się w systemie pucharowym, a o awansie decydowało jedno spotkanie.
Turniej finałowy odbył się w dniach 13-14 marca 2021 roku w Íþróttahúsið Digranes w Kópavogurze. Po raz pierwszy Puchar Islandii zdobył klub Hamar, który w finale pokonał Afturelding. MVP finału wybrany został Wiktor Mielczarek.

## System rozgrywek
W Pucharze Islandii w sezonie 2020/2021 uczestniczy dziewięć drużyn grających w Mizunodeild. Rozgrywki składają się z I rundy, ćwierćfinałów, półfinałów i finału. Przed poszczególnymi rundami odbywa się losowanie, które wyłania pary meczowe. We wszystkich rundach rywalizacja toczy się systemem pucharowym, a o awansie decyduje jedno spotkanie.

## Drużyny uczestniczące
| Mizunodeild (9 drużyn) | Mizunodeild (9 drużyn) |
| ---------------------- | ---------------------- |
| Afturelding            | finał                  |
| Álftanes               | ćwierćfinał            |
| Fylkir                 | ćwierćfinał            |
| Hamar                  | zwycięstwo             |
| HK                     | półfinał               |
| KA                     | ćwierćfinał            |
| Þróttur Neskaupstað    | I runda                |
| Þróttur Vogum          | ćwierćfinał            |
| Vestri                 | półfinał               |

## Rozgrywki

### I runda
| 19.02.2021 20:00 (UTC±0) | Hamar | 3:0 (25:12, 25:17, 25:22) | Þróttur Neskaupstað | Íþróttahúsið, Hveragerði Widzów: 0 Sędziowie: Árni Jón Eggertsson i Katarzyna Melzacka |

### Ćwierćfinały
| 03.03.2021 20:00 (UTC±0) | Álftanes | 0:3 (13:25, 10:25, 19:25) | Hamar | Forsetahöllin, Álftanes Widzów: 12 Sędziowie: Kristján Geir Guðmundsson i Árni Jón Eggertsson |

| 05.03.2021 20:00 (UTC±0) | HK | 3:0 (25:20, 25:15, 25:17) | Þróttur Vogum | Íþróttahúsið Fagrilundur, Kópavogur Widzów: 27 Sędziowie: Árni Jón Eggertsson i Jón Ólafur Valdimarsson |

| 06.03.2021 15:00 (UTC±0) | Afturelding | 3:0 (25:19, 25:20, 25:19) | KA | Íþróttahúsið að Varmá, Mosfellsbær Widzów: 45 Sędziowie: Kristján Geir Guðmundsson i Zdravko Demirev |

| 07.03.2021 13:00 (UTC±0) | Fylkir | 0:3 (17:25, 19:25, 23:25) | Vestri | Fylkishöllin, Reykjavík Widzów: 16 Sędziowie: Ismar Hadziredžepović i Jón Ólafur Valdimarsson |

### Półfinały
| 13.03.2021 13:00 (UTC±0) | Hamar | 3:0 (25:13, 25:21, 25:16) | Vestri | Íþróttahúsið Digranes, Kópavogur Widzów: 51 Sędziowie: Árni Jón Eggertsson i Katarzyna Melzacka |

| 13.03.2021 16:00 (UTC±0) | HK | 2:3 (25:20, 32:34, 24:26, 26:24, 8:15) | Afturelding | Íþróttahúsið Digranes, Kópavogur Widzów: 98 Sędziowie: Kristján Geir Guðmundsson i Zdravko Demirev |

### Finał
| 14.03.2021 15:30 (UTC±0) | Hamar | 3:0 (25:23, 26:24, 25:21) | Afturelding | Íþróttahúsið Digranes, Kópavogur Widzów: 200 Sędziowie: Zdravko Demirev i Sævar Már Guðmundsson |